# Gazzuolo
Gazzuolo és un municipi situat al territori de la província de Màntua, a la regió de la Llombardia (Itàlia).
Gazzuolo limita amb els municipis de Commessaggio, Marcaria, San Martino dall'Argine, Spineda i Viadana.
Pertanyen al municipi les frazioni de Belforte, Bocca Chiavica, Pomara, Nocegrossa i La Marchesa.

## Galeria

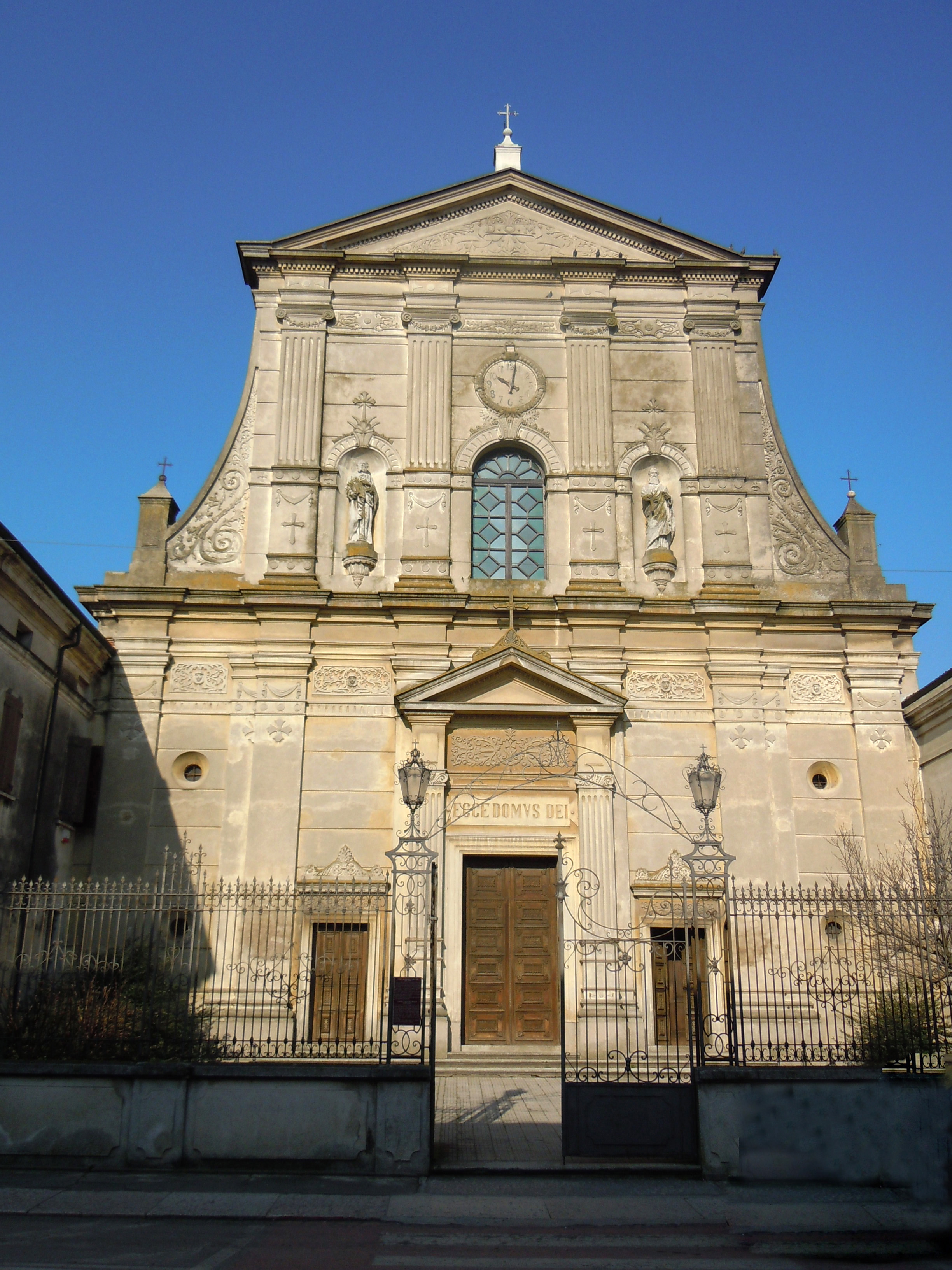
Església de Santa Maria Nascente